# Ceratinopsis nigripalpis
Ceratinopsis nigripalpis là một loài nhện trong họ Linyphiidae.
Loài này thuộc chi Ceratinopsis. Ceratinopsis nigripalpis được James Henry Emerton miêu tả năm 1882.